# Edith Mansford Fitzgerald
Edith Mansfield Fitzgerald (1877–1940) fue una mujer estadounidense sorda que inventó un sistema para el oído discapacitado para aprender la colocación adecuada de las palabras en la construcción de frases. Su método, conocido como la 'Llave Fitzgerald' se utilizó para enseñar a las personas con discapacidad auditiva en las tres cuartas partes de las escuelas en los Estados Unidos..

## Biografía
Nació en 1877 en Memphis, Tennessee. Después de concurrir a escuelas públicas, creyó que su discapacidad hizo retrasar el crecimiento de su proceso de aprendizaje. En esas escuelas, enseñó a través del método de lectura de labio. Más tarde, se matriculó en la Escuela de Illinois para Sordos en Jacksonville, Illinois. Después de graduarse, entonces asistió a la Universidad Gallaudet en Washington, D.C. completando su B.A. en 1903 y se graduó como valedictoriana de su clase.

## Legado
El trabajo seminal de Fitzgerald Straight Language para el Sordo: Un Sistema de Instrucción para Niños Sordos' publicado en 1926 y ampliamente influyente en el campo de la educación sorda. Debido al "Fitzgerald Llave" dando soporte visual adicional a quienes no habían oído la construcción de la lengua, permitió al alumnado en corregir su gramática propia y equivocaciones de sintaxis En un tiempo, su sistema era ampliamente utilizado en tres cuartos de las escuelas de Estados Unidos para enseñar aquellos con dificultades auditivas. Su libro tuvo nueve ediciones a 1962.

## Selección de trabajos
- Signs and pure oralism. Washington, D.C.: National Association of the Deaf.Washington, D.C.: Asociación Nacional del Sordo.
- Kennard, Marie Sewell; Fitzgerald, Edith Mansford (1939). Suggestions for mental development. Cave Springs, Georgia: Georgia School for the Deaf.Primaveras de cueva, Georgia: Escuela de Georgia para el Sordo.
- Kennard, Marie Sewell; Fitzgerald, Edith Mansford (1939). Straight language discusses arithmetic. Cave Springs, Georgia: Georgia School for the Deaf.Primaveras de cueva, Georgia: Escuela de Georgia para el Sordo.
- Kennard, Marie Sewell; Fitzgerald, Edith Mansford (1941). Nature study. Cave Springs, Georgia: Georgia School for the Deaf.Primaveras de cueva, Georgia: Escuela de Georgia para el Sordo.
- Straight Language for the Deaf: A System of Instruction for Deaf Children (9th edición). Washington, D.C.: Volta Bureau. 1962.Washington, D.C.: Volta Agencia.